# Kingstown
 Ikke at forveksle med Kingston.
Kingstown er hovedstaden på Saint Vincent og Grenadinerne. Den har 13.857(2001) indbyggere. Den er både landets største by og hovedhavn. Kingstown ligger i sognet Saint George Parish. Kingstown er øernes center for landbrugsprodukter, og det er her, landets turister ankommer. Eksporten består blandt andet af bananer, kokosnødder og arrownødder.